# 馮琛
馮琛（？年—？年），号雅山，廣州駐防正白旗漢軍。光緒六年繙譯進士。

## 生平
- 光緒五年己卯科繙譯舉人[1]
- 光緒六年庚辰科繙譯進士[2]，授候選主事[3] 。
- 光緒十三年，署江西省德興縣知縣[4]。